# Bataljon
En bataljon (afledt af (fransk): bataille for 'slagsmål') er en militær enhed på 450–1.000 mand, inddelt i 3-5 kompagnier.
Indenfor artilleriet bruges i stedet betegnelsen afdeling eller artilleriafdeling.
Chefen for en bataljon er oberstløjtnant.

## Kamptropper i Danmarks Hær
- En infanteribataljon/motoriseret infanteri består typisk af
  - et stabskompagni
  - tre infanteri/motoriserede infanterikompagnier.
- En panserinfanteribataljon består typisk af
  - et stabskompagni
  - to panserinfanterikompagnier
  - en kampvognseskadron
  - et motoriseret infanterikompagni.
- En panserbataljon består typisk af[1]
  - en stabseskadron
  - to kampvognseskadroner (tre eskadroner fra 1994-2011)
  - et panserinfanterikompagni (PNINFKMP)
  - et motoriseret infanterikompagni (1961-1994)
- En Opklaringsbataljon består typisk af
  - en stabsdeling
  - tre opklaringseskadroner (to eskadroner fra 2005)